# Гиксосы

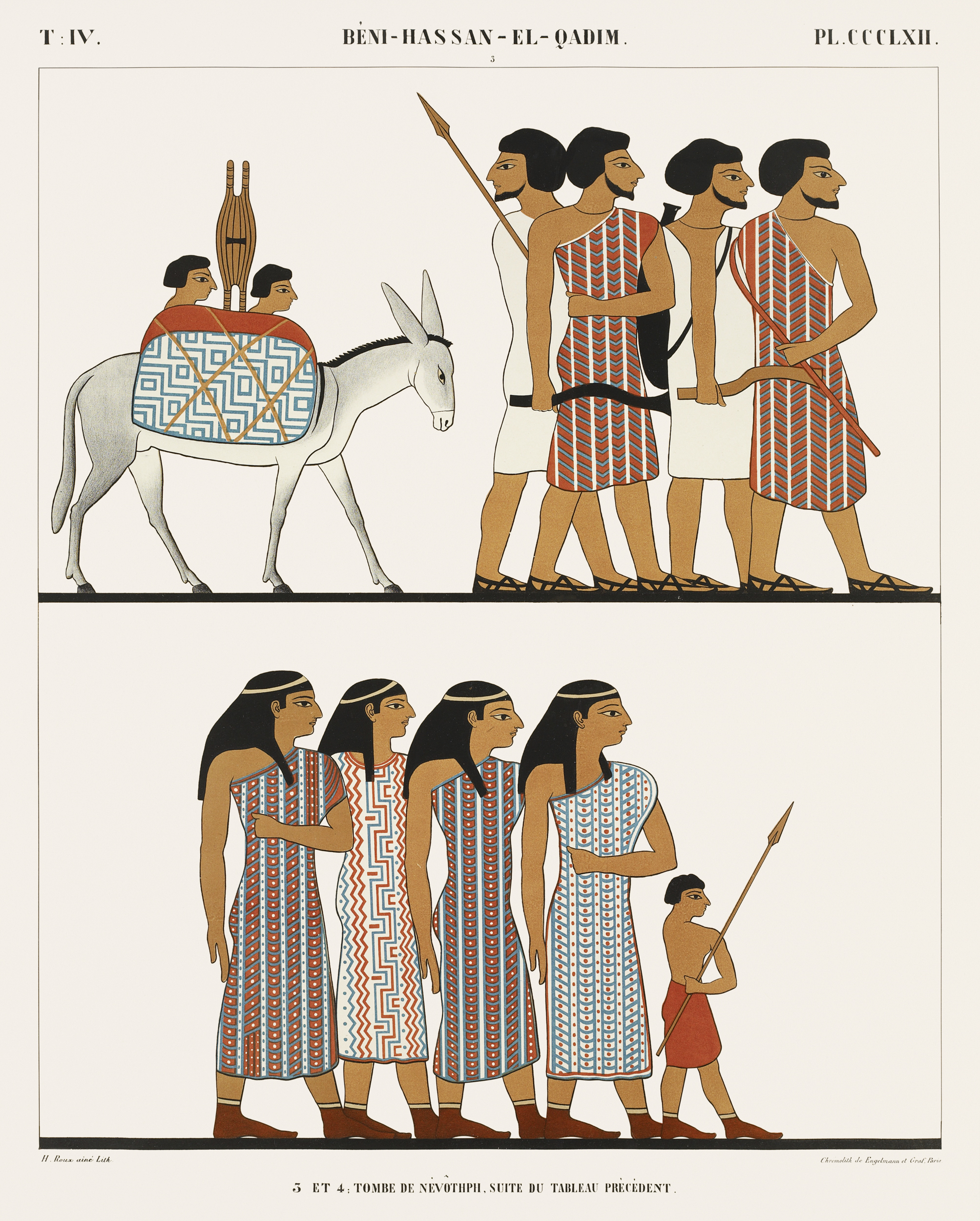
Современная прорисовка древнеегипетской фрески, на которой, как считается, изображены гиксосы

Гиксо́сы (егип. ḥqꜣ(w)-ḫꜣswt, др.-греч. Ὑκσώς) — название народа, либо союза племен, завоевавших часть Древнего Египта в XVIII—XVI веках до н. э. во времена XIII—XVII династий. Они основали свою столицу в Аварисе (современный Телль-эд-Даба), расположенном на так называемой Пелусиакской ветви реки Нил в Восточной дельте. Гиксосы образовали собственную XV династию, но не смогли покорить весь Египет, их владения простирались только до Асьюта, южной частью Египта продолжали управлять «теневые» фараоны из столицы в Фивах. Они положили начало периоду политического раскола в Египте, который именуется вторым переходным периодом, продолжавшимся с 1650 по 1549 год до н. э.
Письменные источники, современные вторжению, отсутствуют; даже само название «гиксосы» образовано в позднейшее время древнеегипетским историком Манефоном от египетского хэка-хасут, «правители чужих земель», либо от хека-шасу, «цари-пастухи». Современные исследователи предполагают, что этнически гиксосы представляли собой несколько групп, в основном семитских, культурно находившихся под влиянием ханаанской культуры середины бронзового века.
Гиксосы привнесли ряд новшеств в военное дело (колесницы, шлемы, составные луки); также иные культурные влияния в египетскую культуру.

## Название

#### Этимологиятермина «гиксос»
Уникальное в древнегреческом языке слово ὑκσώς (hyksós, с густым придыханием и ударением на букве омега) является заимствованием из египетского языка. Как доказательство своего негреческого происхождения, слово ὑκσώς не соблюдает правил древнегреческого ударения и является одним из немногих греческих слов с буквой каппа, за которой следует сигма, вместо привычной в таких случаях буквы кси. Это слово было использовано Манефоном, жрецом и историком III века до н. э. в его обширном труде «Египтика» (др.-греч. Αἰγυπτιακά). Само сочинение не сохранилось, но фрагмент исторического труда с повествованием о гиксосах, известен по эпитоме Иосифа Флавия в его труде «О древности иудейского народа. Против Апиона». Манефон писал по-гречески и был знаком с доптолемеевскими документами, на которые он опирался при написании своих текстов. До расшифровки иероглифов Манефон был единственным доступным источником для составления списка египетских царей. 
В науке существуют два варианта объяснения термина «гиксос»: 

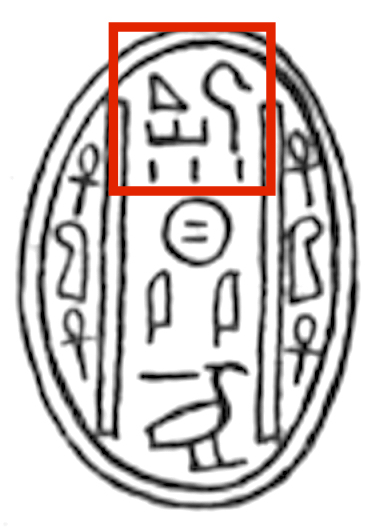
Прорисовка скарабея с именем гиксосского царя Хиана. Титул «хека-хасут» выделен красным.

Первый: от египетского титула «хека-хасут» (египт. 𓋾𓈎𓈉𓏥, ḥḳꜣ-ḫꜣswt, «правители чужих земель»), используемого в египетских текстах, таких как туринский царский папирус для описания правителей соседних земель. Это титул начинает появляться ещё в позднем Древнем царстве (ранее XXI века до н. э.) для обозначения различных нубийских вождей, а в Среднем царстве для обозначения говорящих на семитских языках вождей Сирии и Ханаана. Этим же титулом обозначали себя первые гиксосские цари. Поэтому термин «гиксос», вероятно, не относился к определённой этнической группе, а скорее к определённому правящему классу, который имел иностранное происхождение.
Второй: от египетского выражения «хека-шасу» (ḥḳꜣ-šꜣsw), что означает «цари-пастухи» (др.-греч. βασιλεῖς ποιμένες), слово ποιμένες обозначает пастухи, или в переносном смысле: пастыри, вожди. Такое объяснение приводит и сам Манефон.
Манефоном предлагались и другие варианты обозначения гиксосов: 
«Люди неизвестного происхождения» (др.-греч. ἄνθρωποι τὸ γένος ἄσημοι), слово ἄσημοι может переводиться: без знака, без примет, неясный, непонятный, тёмный, неизвестный.
«Пастухи-пленники» (др.-греч. αἰχμαλώτοι ποιμένες), Манефон объясняет, что в народной речи (т. е. в современной Манефону древнеегипетской речи) слово ὓκ может произносится как ἃκ, которое обозначает «пленника» (древ. егип.  𓎛𓇉𓄿𓈎𓀜 , ḥꜣq, пленник). Далее по тексту для обозначения гиксосов Манефон использовал только слово «пастухи» (др.-греч. ποιμένες).
В царских списках Манефона XV династия гиксосов обозначается как «чужие цари из Финикии» (др.-греч. ἦσαν δὲ Φοίνικες ξένοι βασιλεῖς), а XVI династия снова обозначается «пастухи-цари» (др.-греч. Ποιμένες ἄλλοι βασιλεῖς).

#### Аутентичные названия гиксосов времениВторого переходного периодаиНового царства
Для обозначения азиатов в египетском языке использовались слова аму (древ. егип. 𓌙𓅓𓅱𓀀𓏥 , ꜥꜣmw, обозначение для семитов-азиатов; это слово обычно сопоставляется с древнееврейским словом «ам», עַם, народ; Э. Мейер так же сопоставлял это слово с древнееврейским עַוִּ֛ים, аввеями) и стиу (древ. егип. 𓄝𓏏𓅂𓌙𓀀𓁐𓏥 , sṯtjw, термин для бедуина-охотника, азиата, в том числе и для гиксосов в Табличке Карнарвона I; Э. Мейер сопоставлял стиу с клинописным sutî или šutî т. е. амореями).
Ещё одно обозначение гиксосов шмаму (древ. егип. 𓈙𓌳𓄿𓅓𓅱𓀦𓀀𓏥 , šmꜣmw, чужие, путники, скитальцы, номады) встречается в надписях Нового царства. В частности, в храме богини Пахт в Бени-Хасане существует надпись времени Хатшепсут, в которой этим словом обозначаются гиксосы. При этом шмаму в надписи чередуется с аму. Д. Г. Брэстед обращал внимание, что эти слова чередуются в качестве поэтического параллелизма, то есть шмаму и аму синонимы.

## Исторические события

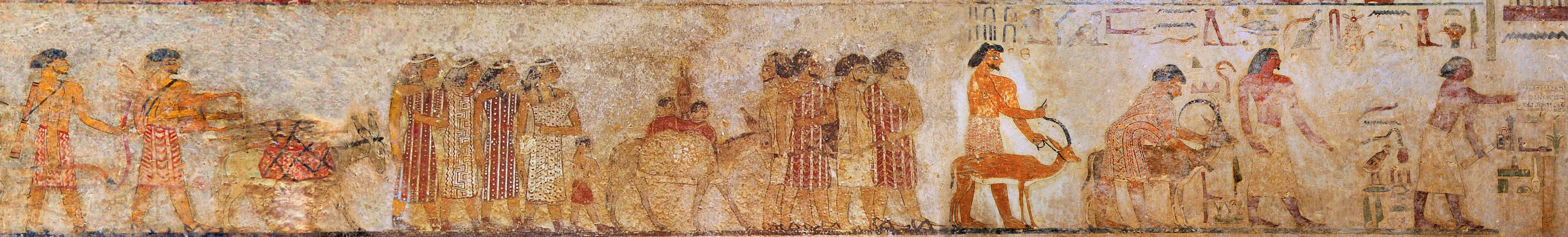
Пришествие в Египет группы азиатов «аму» (егип. 𓅓𓌙𓀏, ꜥꜣmw) численностью 37 человек. Для обозначения племени использован детерминатив пленника 𓀏. Караван возглавляет человек, описанный как «правитель чужой земли Абиша» (египт. 𓋾𓈎𓈉, ḥḳꜣ-ḫꜣswt 𓇋𓃀𓆷𓏤, ỉbšꜣ) Имя Абиша соответствует семитскому אבׅישַי, Авишай). Фрагмент росписи из гробницы Хнумхотепа II (около 1900 года до н. э.).

Объединение гиксосов образовалось на территории Сирии. Они переняли передовые военные технологии от индоевропейских народов (но это часто оспаривается) и осуществили экспансию в сторону Египта. Основу гиксосов составляли амореи, к которым также присоединились хурриты и хетты
Опровергая сообщение Манефона о внезапном вторжении гиксосов в Египет, Д. Редфорд полагает, что в XVIII—XVII вв. до н. э., когда Египтом правили слабые XIII и XIV династии, разные азиатские племена постепенно переходили через Суэцкий перешеек и расселялись в дельте Нила.
Передовые для того времени военные технологии гиксосов (колесницы, новые типы доспехов, составные луки) в сочетании с воинственностью давали им несомненное превосходство над египетской армией.
Став в дельте Нила преобладающим населением, гиксосы перенесли столицу из Мемфиса в отстроенный ими Аварис, где стали править их династии, по Манефону XV и, видимо, XVI. Наибольшего могущества гиксосы достигли при царях Хиане и Апопи, которые смогли продвинуться далеко на юг, достигнув города Кус (Табличка Карнарвона I). Однако подчинить весь Верхний Египет гиксосы так и не смогли.
Примерно через сто лет египтяне освоили оружие гиксосов. В Фивах в это время правила XVII династия, которая, собрав силы, начала освободительную борьбу. Начало борьбы по легенде (Папирус Салье I — «Гиксосский царь Апопе и фараон Секненра») связано с царём Секненра, который, судя по найденной мумии, по-видимому, погиб в битве. Его сын, Камос, последний царь XVII династии, сражался успешнее. Он собрал войско, двинулся на север (Табличка Карнарвона I), перехватил по пути послание гиксосов к правителю Куша и сумел дойти почти до самого Авариса, но не захватил его (Стела II фараона Камоса). Окончательную победу над гиксосами одержал брат Камоса, первый фараон XVIII династии Яхмос I около 1550 года до н. э., который изгнал их из Египта и преследовал до южной Палестины, где захватил город Шарухен (Жизнеописание начальника гребцов Яхмоса сына Эбаны). Как скоро после разграбления Авариса произошла эта азиатская кампания, неизвестно. Можно заключить, что вторжение в Южный Ханаан, вероятно, последовало вскоре после изгнания гиксосов из Авариса. Но, учитывая период затяжной борьбы до падения Авариса и, возможно, не один сезон кампаний до того, как гиксосы были заперты в Шарухене, хронологическая последовательность должна оставаться неопределённой.

## Гиксосы и евреи
Через 1600 лет после правления гиксосов Иосиф Флавий, со ссылкой на Манефона, также жившего более чем через тысячу лет после вторжения, отождествил гиксосов с прародителями евреев, а их изгнание — с исходом евреев из Египта.
Евсевий Кесарийский также утверждал, что библейский Иосиф управлял Египтом именно при гиксосах.
Вследствие очевидного противоречия в хронологии (общепринято датировать исход евреев концом XIII — началом XII века до н. э.), в XX веке с гипотезой соглашались лишь немногие историки. А. Эвен не отрицает возможности связи между событиями: гиксосы, среди которых было много семитов, могли покровительствовать древним евреям и стимулировать их переселение в Гесем, после свержения гиксосских правителей и началось постепенное порабощение евреев.

## Гиксосские цари
Число гиксосских правителей, последовательность их правления и имена точно не известны (список царей приведён в работе фон Бекерата).
Манефон приводит имена шести гиксосских царей XV династии:
- Салитис
- Бнон
- Хиан
- Ааусерра Апопи
- Ианнас
- Ассис

В Туринском царском папирусе № 1874 со списком царей (X. 14—20) перечислены 7 гиксосских царей, однако почти все их имена стёрты. Там также сказано, что 6 иноземных царей правили более ста лет (X. 21). В списке упоминается царь Нехси (VII. 1), имя которого встречается на двух архитектурных фрагментах из Авариса. Согласно «Стеле 400 года» именно этот царь ввёл в Нижнем Египте культ Сета, ставшего главным богом гиксосов. Другие гиксосские цари, имена которых найдены на разных предметах, на самом деле являлись небольшими местными правителями. Некоторые цари переняли египетскую царскую титулатуру, однако три имени имел только один Апопис. В Телль эль-Даба был найден дверной косяк с именем царя Сокархера и титулатурой Hqa xAswt. По мнению большинства исследователей, этнический состав гиксосов был неоднородным, однако многие гиксосы носили имена семитского происхождения (Хиан, Иоам, Якбаал).

## Основные исторические документы с упоминанием о гиксосах
Полный список приводится в работе: Redford D.B. Textual Sources for the Hyksos Period // The Hyksos: New Historical and Archaeological Perspectives. Philadelphia, 1997. P. 1-44. Издание исторических документов гиксосского периода: Helck W. Historisch-biographische Texte der 2. Zwischenzeit und neue Texte der 18. Dynastie, Wiesbaden, 1975.
- Тексты периода борьбы с гиксосами:
  - Стела Бабаи из Эль-Каба
  - Табличка Карнарвона I из Фив (Хрестоматия по истории Древнего Востока. — М., 1963. — С. 76-78.; Хрестоматия по истории Древнего Востока. Часть I. — М., 1980. — С. 59-60.; История Древнего Востока. Тексты и документы. — М., 2002.)
  - Стела II фараона Камоса из Фив (Хрестоматия по истории Древнего Востока. Часть I. М., 1980. С. 60-63. История Древнего Востока. Тексты и документы. — М., 2002. — С. 55-57.)
  - Жизнеописание начальника гребцов Яхмоса сына Эбаны из Эль-Каба (Хрестоматия по истории Древнего Востока. Часть I. — М., 1980. С. 63-65.; История Древнего Востока. Тексты и документы. — М., 2002. — С. 58-60.)
  - Жизнеописание Яхмоса Пеннехеба из Эль-Каба
  - «Стела Бури»
  - Математический папирус Ринд
- Поздние тексты:
  - Надпись царицы Хатшепсут в Спеос Артемидос
  - Папирус Саллье I с историей о гиксосском царе Апопе и фараоне Секненра (Фараон Хуфу и чародеи. Сказки, повести, поучения древнего Египта. — М., 1958. — С. 91-95.; Сказки Древнего Египта. — М., 1998. — С. 131—133.)
  - Стела 400 года[англ.] из Таниса.
  - Сведения Манефона в книге Иосифа Флавия «Против Апиона» I. 14 (Хрестоматия по истории Древнего Востока. Часть I. — М., 1980. С. 58-59.; История Древнего Востока. Тексты и документы. — М., 2002. — С. 53-54.)

## Памятники гиксосского периода
В Восточной Дельте, в местах Телль эль-Даба (Аварис), Телль эль-Ягудийя и Телль эль-Масхута, сохранились остатки крепости, поселений, храмов и кладбищ. Немногочисленная скульптура сохраняет стилистические традиции Среднего царства, но по качеству сильно уступает египетским образцам. Скарабеи, печати и другие мелкие изделия с именами гиксосских царей найдены в Нубии, Малой Азии, Месопотамии и на Крите.

## Последствия гиксосского правления
После гиксосского периода в Египте появилось новое военное оснащение: более сложный загнутый назад лук, различные виды мечей и кинжалов (в том числе хопеш), новый тип щита, кольчуга[уточнить] и металлический шлем.
Самое важное новшество — двухколёсная военная колесница, запряжённая лошадьми, использование которой на поле битвы привело к изменению тактики ведения военных действий.
В Египте возник культ западносемитских божеств: Баала (с Баалом отождествлялся египетский Сет), Анат и Астарты.
В древнеегипетском языке появилось много заимствованных слов семитского происхождения.
Гиксосы продолжали играть определённую роль в египетской литературе как синоним «азиатского» вплоть до эллинистических времён. Этот термин часто использовался против таких групп, как семиты, поселившиеся в Асуане или Дельте, и это, возможно, привело египетского жреца и историка Манефона (или Птолемея Мендесского) к отождествлению прихода гиксосов с пребыванием в Египте Иосифа и его братьев, а также привело к тому, что некоторые авторы отождествляли изгнание гиксосов с исходом.
В связи с хаосом в конце XIX династии первые фараоны XX династии в Элефантинской стеле и папирусе Харриса активизировали антигиксосскую позицию, чтобы усилить их нативистскую реакцию по отношению к азиатским поселенцам Севера, которые, возможно, снова были изгнаны из страны. Сетнахт, основатель XX династии, записывает в год 2 стелы из Элефантины, что он победил и изгнал большую силу азиатов, которые вторглись в Египет во время хаоса между концом правления Таусерт и началом XX династии и захватил большую часть украденной ими золотой и серебряной добычи.
История гиксосов была известна грекам, которые пытались отождествить её в своей собственной мифологии с изгнанием из Египта Белоса (Ваала?) и дочери Даная, связанных с происхождением Аргосской династии.